# Вес Анселд
Вес Анселд (енгл. Wes Unseld; Луивил, Кентаки, 14. март 1946 — Катонсвил, 2. јун 2020) био је амерички кошаркаш и кошаркашки тренер. Играо је на позицији центра.
Године 1968. драфтован је као 2. пик прве рунде од стране Балтимор Балетса. Захваљујући њему, Балтимор је следеће сезоне имао 57 победа. Те сезоне Анселд је бележио 18,2 скокова по утакмици и освојио је награду за најбољег новајлију године, као и награду за најкориснијег играча лиге. Тако је постао други играч у НБА историји који је у првој сезони освојио МВП награду (први је Вилт Чемберлен). 1975. године предводио је НБА лигу у скоковима. 1978. године је освојио титулу најкориснијег играча НБА финала, пошто је са Булетсима освојио титулу победивши Сијетл Суперсониксе. 1981. године завршио је каријеру.
У Кошаркашкој Кући славних ушао је 1988. године. 1996. године изабран је као један од 50 најбољих играча НБА лиге свих времена.

## Успеси

### Клупски
- Вашингтон булетси:
  - НБА (1): 1977/78.

### Репрезентативни
- Панамеричке игре:  1967.
- Универзијада:  1967.

### Појединачни
- Најкориснији играч НБА (1): 1968/69.
- Најкориснији играч НБА финала (1): 1977/78.
- НБА Ол-стар меч (5): 1969, 1971, 1972, 1973, 1975.
- Идеални тим НБА — прва постава (1): 1968/69.
- НБА новајлија године (1): 1968/69.
- Идеални тим новајлија НБА: 1968/69.